# OBCグッドアフタヌーン!和田麻実子のみみよりだんご
OBCグッドアフタヌーン!和田麻実子のみみよりだんご（オービーシーグッドアフタヌーン!わだまみこのみみよりだんご）は、ラジオ大阪で2022年4月5日から毎週月曜日・火曜日の11:00 - 14:00（JST）に放送中の生ワイド番組で、和田麻実子（ラジオ大阪アナウンサー）が初めてレギュラーで担当する冠番組。略称は「みみだん」で、「OBCグッドアフタヌーン!」（ラジオ大阪が平日の当該時間帯に自社制作で放送する生ワイド番組レーベル）火曜枠の番組にも当たる。
2024年4月1日からは、「OBCグッドアフタヌーン!」の月曜枠にも編成。放送時間は火曜枠と同じで、和田の冠番組のまま、週2日の放送体制に移行した。また、ラジオ大阪がこの日から平日11:00 - 14:00の時間帯を「『もう、好きにやります。』ゾーン」に設定したことを受けて、この日（月曜枠の初回）以降は放送上のタイトルを「もう、好きにやります。和田麻実子のみみよりだんご」（もう、すきにやります。わだまみこのみみよりだんご）に変更している。

## 概要
『OBCグッドアフタヌーン!＃ラジぐぅ』から火曜分の放送枠を継承した生ワイド番組で、和田とカベポスター（吉本興業に所属する漫才コンビ）によるクロストークを主体に、「アットホームな空気と情報」を送る。その一方で、 「OBCグッドアフタヌーン!」レーベルの他番組（月曜日は『原田年晴 かぶりつきマンデー!』、水・木曜日は『＃ラジぐぅ』、金曜日は和田がパートナーとして出演している『原田年晴 かぶりつきフライデー!』）と同じく、『テレフォン人生相談』（ニッポン放送制作）を12時台に内包している。
和田は『原田年晴 かぶりつきフライデー!』へのレギュラー出演と並行しながら、当番組で初めて生ワイド番組のメインパーソナリティを担当。カベポスターのパートナー起用は自身の希望によるもので、番組タイトルの『みみよりだんご』も「和菓子が好き」という自身のアイデアに基づいている。和田によれば、『みみよりだんご』は（ラジオを聴くための）「みみ（耳）」と（和菓子の）「だんご（団子）」を組み合わせた造語で、「リスナーの皆さんに耳寄りな情報と一息付けるような時間をお届けしたい」というニュアンスを込めているという。なお、リスナーがtwitter経由で当番組にメッセージを送る際には、「＃みみだん」というハッシュタグを添えることを推奨している。
なお、2023年3月14日までは、（ラジオ大阪を含む）NRNへの加盟局が平日の全曜日に放送する前提で文化放送が制作していた全国ネット向けの収録番組（2022年内は『氷川きよし 限界突破RADIO』→2023年1月以降は『ビューティフル・メロディーズ〜よみがえる青春のポップス』）から火曜分を13:35 - 13:45頃に内包していた。しかし、文化放送が平日および他のNRN加盟局における『ビューティフル・メロディーズ』の放送を翌週で終了させたことを受けて、当番組では4月4日から12・13時台に編成しているコーナーの放送順を（火曜分の内包を続ける『テレフォン人生相談』を含めて）大幅に入れ替え。和田にとっては先輩にも当たる原田年晴（ラジオ大阪の嘱託アナウンサー）がリポーターを務める生中継企画「原田年晴のこんなことしはる」を、月に1回のペースで13時台に放送している。
2024年4月1日からは、火曜日に加えて、毎週月曜日の11:00 - 14:00（JST）にも放送。カベポスターが火曜日限定で続投する一方で、月曜日にはネイビーズアフロ（吉本興業所属の漫才コンビ）を和田のパートナーに迎えた。また、同日の当番組からは、「OBCグッドアフタヌーン!」枠で「『もう、好きにやります。』ゾーン」という別称を正式に使用。これに伴って、放送上は当番組のタイトルを「もう、好きにやります。和田麻実子のみみよりだんご」に変更している。新たなゾーン名の「もう、好きにやります。」は、ラジオ大阪が開局65周年（2023年）を機に「ラジオ大阪65歳。もう、好きにやります。」というステーションフレーズを設定していることを踏まえたもので、（当番組を含めた）レーベル内の番組に対して「ミドル世代」（40・50代）から多くの支持を得ることを見込んでいる。
2025年3月31日からは、放送曜日・時間を変更せず、ネイビーズアフロも月曜日パートナーとして続投する一方、同年3月25日に卒業した火曜日パートナー・カベポスターの後任としてタイムキーパー（吉本興業所属の漫才コンビ）を和田のパートナーに迎えた。当リニューアルを機に、若年層の支持をさらに広げることを見込んでいる。

## 出演者

### パーソナリティ
- 和田麻実子（ラジオ大阪アナウンサー、2022年4月5日 - ）
  - 休演があらかじめ決まっている週の火曜日には、『カベポスターのみみよりだんご』に改題したうえで、以下のように放送している。
    - 2022年9月13日：「病院での検診」を理由に休演することが決まっていたため、カベポスターに加えて、自身の代役として『＃ラジぐぅ』木曜パートナーの松本雅子が出演。松本がラジオ大阪の契約アナウンサー時代の2012年に、和田・小川真由（当時は同局の正社員アナウンサー）と揃って「弁天R. シスターズ」というコーラスユニットでCDデビューを果たしていたことから、デビュー曲の「魔法のカガミ」を特別に流した。
    - 2022年9月27日：上記の検診で大腸に見付かったポリープの切除手術を受けたばかりであったが、自身の代役を立てずに、カベポスターの2人だけで生放送パートの全編を進行。

  - 2024年に入ってから当番組のPRを目的にラジオ大阪で流れているCMには、番組スタッフからの提案を受けて自宅で収録した長男のナレーション音源が使われている。

### パートナー
- 月曜日：ネイビーズアフロ（みながわ・はじり、2024年4月1日 -  ）
  - カベポスターと同様に、和田の希望（かねてから「ファン」であることを公言している縁）でパートナーに起用。みながわは、原田の年次休暇を受けて『原田年晴　かぶりつきフライデー!』のパーソナリティを代行した際（2023年9月22日）にも和田と共演している。なお、和田は当番組を月曜日にも担当することに伴って、『かぶりつきフライデー!』のパートナーを2024年4月5日放送分で降板。
- 火曜日：タイムキーパー（ひでき・まついあきら、2025年4月1日 - ）

### その他のレギュラー出演者
- 月曜日：たつを（「あんぜん・あんしん・アンサンブル」という13時台のフロート番組にのみ出演）
  - 「あんぜん・あんしん・アンサンブル」は、2018年度からラジオ大阪の自社制作番組（同年度のみ『ワンデイ・グッデイ』→2019年度から2023年度までは『Hit&Hit!』の月曜分）内で10分間放送。たつをは、『Hit&Hit!』の中で放送されていた時期から進行役を務めている。
- 火曜日：原田年晴（ラジオ大阪アナウンサー、2023年4月25日から月に1回のペースで「原田年晴　こんなことしはる」という生中継企画のリポーターを担当）
  - 阪神・淡路大震災の発災（1995年）から28年目に当たる2023年1月17日（火曜日）に、「防災スペシャル」の一環で担当した生中継リポートにおけるカベポスターとのやり取りが好評だったことを受けて、当日の本番後に和田とプロデューサーが通年での定期的なリポートを直談判で打診したところ快諾したという。
  - 2024年の8月第4週（26日 - 30日）には、東日本大震災（2011年発災）で甚大な被害を受けた福島県に関する復興庁の広報活動の一環で、若宮テイ子（『ハッピー・プラス』金曜日パーソナリティ）と共に県内各地からの生中継リポートを「OBCグッドアフタヌーン」向けに担当。当番組では、26日（月曜日）・27日（火曜日）の11時台後半（本来は「みみだんトピックス」を編成している時間帯）に出演していた。

### 過去の出演者
パートナー
- 火曜日：カベポスター（浜田順平・永見大吾、2022年4月5日 - 2025年3月25日）
  - 2022年8月9日放送分では、浜田に新型コロナウイルスへの感染が確認されたことを受けて、かねてからカベポスターと親交の深いきむらバンド（たくろう）を浜田の代役に立てた。ちなみに、浜田は翌週（16日放送分）から当番組へ復帰。
  - 2023年には、第58回上方漫才大賞（ラジオ大阪と関西テレビ放送が共催）の選考会で「新人賞候補」に推挙されていた。ラジオ大阪では、「新人賞」の最終選考を含めた「発表会」（両局による同時生中継を兼ねて5月27日に開催）の直前（同月第4週）に、「第58回上方漫才大賞」のPRを兼ねた当番組の宣伝CM（カベポスターと和田が揃って出演）をスポットCM枠で特別に放送。さらに、「発表会」のラジオ中継を和田に進行させた。結局、カベポスターは「発表会」での最終選考を経て「新人賞」を受賞している。
  - 2023年8月22日放送分では、浜田がA型インフルエンザウイルスへの感染に起因する体調不良を理由に休演したため、カベポスターから永見だけが出演。永見は前週（8月15日）に当番組の生放送へ臨んでから、体調不良を理由にイベントや他局のレギュラー番組への出演を見合わせていたが、この日の当番組から芸能活動を再開している。なお、浜田は翌週（8月29日放送分）から出演を再開。
  - 2024年4月16日放送分では、永見の休演があらかじめ決まっていたため、カベポスターの後輩芸人から谷口理（フースーヤ）を永見の代役に立てた。
  - 2024年8月20日放送分では、浜田が急遽休演したことを受けて、永見が和田のパートナーを単独で担当。さらに、「みみだんジャーナル」（13時台前半のコーナー）にゲストで出演することが決まっていた清川雄司（永見の後輩芸人）を、オープニングトークの途中（11:10）からエンディングまで登場させた。和田は放送上浜田の休演を「大事を取ってのお休み」と説明していたが、浜田は翌週（8月27日）の出演再開に際して、過労による体調不良で8月20日に入院していたことを示唆している。
  - 2025年2月25日放送分で、同年3月末での番組卒業が発表され、3月25日放送分をもって火曜日パートナーを卒業した[6]。

## 放送時間
- 毎週火曜日 11:00 - 14:00（2022年4月5日 - ）
- 毎週月曜日 11:00 - 14:00（2024年4月1日 -  ）
  - 『ハッピー・プラス』（前枠で放送されている生ワイド番組）とスタジオ（ラジオ大阪本社内のAスタジオ）を共用する関係で、同番組との間で出演者を入れ替える時間を確保すべく、実際には10:58 - 11:00の2分間をステーションブレイクに充てている。

## タイムテーブル
「　」内は放送で使われているタイトルで、生放送番組のため、『テレフォン人生相談』を除いて時刻は目安。実際には、下記コーナーの合間に、通信販売関連のインフォマーシャルを数回にわたって放送している。

### 現在（2024年度）
☆印を付けたコーナーやフロート番組は、月・火曜日とも放送。以下に記す「パートナー」とは、特記しない限り、ネイビーズアフロ（月曜日）とカベポスター（火曜日）を指している。
ちなみにラジオ大阪では、2019年の4月改編から休止していた「ラジオ大阪交通情報」（日本道路交通情報センター大阪事務所からの生中継による関西圏向けの道路交通情報）の定時放送を、2024年4月1日（当番組における月曜日の初回放送日）から日曜以外の曜日に一部の時間帯で再開している。ただし、当番組を含む「『もう、好きにやります。』ゾーン」の番組には「ラジオ大阪交通情報」の放送枠を設けていない。

#### 月曜日
放送上のタイトルは、『もう、好きにやります。和田麻実子のみみよりだんご　月曜日』。

11時台

- 11:00　オープニングトーク☆
- 11:10　「雑学王みながわ・週刊みみより話!」
  - 「他人に話せる雑学のストックが500件以上」とかねてから豪語しているみながわのメインコーナー。リスナーにとって午後からの話の種になりそうテーマを、和田からのリクエストなどを基に毎回1件選んだうえで、そのテーマにまつわる雑学を披露する。
- 11:20　「きょうのテーマ」☆
  - 放送中にリスナーから電子メールとFAXで募集するメッセージのテーマを発表。テーマを発表した後には、スポットCMや通信販売関連のインフォマーシャルをはさんで、放送日や季節に見合った楽曲を1曲流している。
- 11:30　「みみだんトピックス!」☆
  - 『＃ラジぐぅ』での「＃ラジぐぅトピックス!」に相当するコーナーで、火曜日に放送を始めた当初から編成。番組側が選んだニュースや話題をテーマに、和田とパートナーがフリートークを展開する。

12時台

- 12:00  「保険でレスキュー」◎（ラジオ大阪の自社制作による事前収録のフロート番組）
  - 2022年10月改編から火曜日で放送。リスナーから生命保険に関する悩みのメッセージを募集したうえで、寄せられた悩みに見合った保険商品を、関西地方を中心に保険代理店を展開している 株式会社メビウス の社員がスタジオで紹介する。2024年9月30日からは、放送の曜日を月曜日に変更。
  - 火曜日では和田・カベポスター、月曜日では和田・ネイビーズアフロが同席しているが、実際には生放送の前に収録した音源を流している。
- 12:10 「ジリメシ」
  - 「週の半分は自炊に励んでいる」というはじりのメインコーナー。本人が直近の1週間で実際に作った料理の写真を和田とみながわに見せたうえで、その料理を食べてみたいか否かを、番組スタッフを加えた5名に訊く。2024年9月23日までは、12時の時報明けに放送していた。
  - コーナータイトルの「ジリメシ」は自身の苗字（羽尻＝ハジリ）に『サラメシ』（「サラリーマンの昼飯」を主に紹介するNHK総合テレビのロケ番組）を重ねていて、同番組のオープニングで流れているBGMをテーマソングに用いている。
- 12:25　フリーゾーン（リスナーから寄せられたメッセージの紹介など）☆
- 12:30　『テレフォン人生相談』◎（ニッポン放送制作）
  - 当番組には、2024年3月まで火曜分、翌4月から月・火曜分を内包。radikoのタイムフリー聴取サービスでは、この番組の本編（18分間）と本編直後のローカルCM・インフォマーシャル（事前収録でラジオ大阪が独自に編成）の音源が割愛されている（単独番組時代からの措置でライブ聴取のみ可能）。
- 12:50　「お天気情報」☆
  - 月曜日にはみながわ、火曜日にはカベポスターの浜田が、漫才師でありながら1人で伝える天気予報。スポンサーが付いている場合には、提供クレジットまで読む。このような趣向は火曜日での放送開始当初から続けられていて、『＃ラジぐぅ』に内包されている木曜分でも、パーソナリティの浅越ゴエ（ザ・プラン9のメンバーでみながわ・浜田の先輩芸人）が単独で担当している。月曜日には、みながわが天気予報に続いて、天気に関する雑学を披露。
  - みながわ・浜田が休演している場合には、和田が単独で担当。当番組の放送中に関西地方で異常気象が発生している場合には、ラジオ大阪の正社員アナウンサー（和田か藤川貴央）が、当番組の随所で天気予報を伝えるようになっている。

13時台

- 13:00　「みみだんジャーナル」◎☆
  - 「聴いて納得」「知って得する」といった情報を、和田とパートナーが「しっかり」「たっぷり」伝えるコーナー。火曜日での放送開始当初から、取り上げる情報のテーマに関連したゲストを随時迎えている。
- 13:35  「あんぜん・あんしん・アンサンブル」（ラジオ大阪の自社制作による事前収録のフロート番組）
  - 関西大学社会安全学部に在籍する教官や学生が、学内のゼミで取り組んでいる研究の概要などを10分間で紹介するコーナー。たつをが進行役を務めている。
  - 2024年3月25日までは、毎週月曜日の15:42頃に『Hit&Hit!』内で放送されていた。当時から、本編のパーソナリティやパートナーは放送上出演していない。
- 13:40 「はじり!むね推し!みみ推し!」
  - 「女性のアイドルや漫画が大好き」というはじりのメインコーナーで、いわゆる「推し活」で得られた情報を紹介する。
  - コーナータイトルは、火曜日に浜田がメインで進行する「浜田!みみアツ!むねアツ!」（後述）に由来。放送の時間帯こそ異なるものの、「パートナーの1人が趣味について熱弁を振るう」という趣旨も同コーナーと共通している。
- 13:50　エンディング☆

#### 火曜日
2024年度の放送上のタイトルは、『もう、好きにやります。和田麻実子のみみよりだんご　火曜日』。

◎：番組の開始1年目（2022年度）から放送→2023年度から放送時間を変更

11時台

- 11:00　オープニングトーク☆
- 11:10　「そもそものそもー」
  - 日常生活に欠かせない飲食物やグッズから、毎回1つの「そもそも」（ルーツや成り立ち）について、事前収録による関係者のコメント音源を交えながら和田が紹介する。初回には、番組のタイトルの由来になった団子の「そもそも」を取り上げた。
  - 和田が「カベポスターの大ファン」（当番組での通称は母親を意味する関西弁の「おかん」）を公言している一方で、浜田は早起きが苦手であることを告白している。このような事情から、当コーナーでは取り上げる「そもそも」にちなんで、和田が「おかん」として差し入れた飲食物（手製の料理など）をカベポスターが摂取する「もぐもぐのもぐー」が放送中に展開されることも多い。
    - 2023年12月には、このコーナーと並行しながら、「お砂糖クッキング　甘口評価でお願いします!」（DM三井製糖の単独提供による4回シリーズの料理コーナー）を5日・12日・19日・26日の13時台後半に編成。同社製の「国産さとうきび糖」を使った料理を和田が本番前に1品作ったうえで、浜田と永見に試食させている。

  - 放送上は「『そもそも』を和田に調べて欲しい」というリクエストをリスナーから募集していないにもかかわらず、実際にはリクエストが相次いで寄せられている。現に、2023年11月21日以降の当コーナーでは、リクエストの一部を「そもそも」のテーマへ随時反映させている。また、2024年の4月には「そもそものそもークイズ」というリスナー参加企画を期間限定で実施。このコーナーで取り上げる「そもそも」にちなんだクイズを和田から1問出題したうえで、リスナーからの回答を放送中（13:35まで）にメールで受け付けている。ちなみに、クイズへ参加したリスナーに対しては、正解者から抽選で1名に火曜日限定の「キラキラステッカー」をプレゼント。
  - 和田が休演する場合には、コーナーを休止したうえで、代演者とのフリートークや特別企画に充てている。
- 11:20　「きょうのテーマ」☆
- 11:30　「みみだんトピックス!」☆

12時台

- 12:00　「浜田!みみアツ!むねアツ!」◎
  - スポーツ（特にメジャーリーグ）・漫画・アニメーション（特にスタジオジブリの作品）の好きな浜田が、メインで進行するコーナー。浜田が胸を熱くしたスポーツの名場面・記録や漫画の名シーンを、豆知識と合わせて紹介する。2024年9月24日までは、「保険でレスキュー」（前述）を12時の時報明けに編成していた関係で、12:10頃から放送。
  - 『メジャーリーグ』（クリーブランド・インディアンスを舞台に描かれたコメディー映画シリーズ）のテーマソングや、実在するメジャーリーガーの登場曲として知られる「Wild Thing」をオープニングとエンディングで使用。浜田がとりわけ胸を熱くしたテーマを、自身の希望で複数週にわたって取り上げることがある。
- 12:25　フリーゾーン（前述）☆
- 12:30  『テレフォン人生相談』◎☆（ニッポン放送制作）
- 12:50  「お天気コーナー」（2024年3月まで）◎→「お天気情報」☆
  - 火曜日での放送開始当初から、浜田が気象予報士でないにもかかわらず、和田などのアナウンサーと変わらない口調で天気予報の原稿を読み上げていることが特徴。回を重ねるにつれて、上記の口調のまま補足のコメントや和田とのクロストークを交えるようになったほか、「浜天」（はまてん）という略称が放送やtwitterで定着している。補足コメントには、本人が『テレフォン人生相談』の放送中にOSAKA BAY TOWER WEST（ラジオ大阪が当番組などのスタジオや本社に使用しているビル）2階のアトリウムで観察した光景を盛り込むことが多く、リスナーが放送中にアトリウムを訪れることも相次いでいる[7]。
    - ラジオ大阪では、2023年7月1日（土曜日）に開局65周年を迎えたことを受けて、同月17日（月曜日・海の日）に開局65周年記念番組『World Bentencho Carnival ～大阪・関西から世界へ～』を5:30 - 25:00（翌18日の1:00）に編成。17日午後の第4部（13:00 - 16:55に組まれている「World Bentencho Carnival in大阪ベイタワー」）では、アトリウムからの公開生放送のゲストに（永見を含めた）カベポスターを招いた。ちなみに、和田は第2部（6:30 - 11:00に生放送のスタジオ企画「レジェンドと語る、あの時・あの番組」）で進行を原田と分担してから、第4部でカベポスターが漫才を披露した直後にアトリウムへ登場した。
    - 2024年8月20日放送分では、浜田の休演を受けて、相方の永見が天気予報を伝えていた。

13時台

- 13:00  「みみだんジャーナル」◎☆
  - 火曜日では2023年度から、月に1回のペースで「原田年晴こんなことしはる」（アナウンサー歴が40年を越える原田の生中継リポート企画）に充てている。
    - 「こんなことしはる」は「こんなことをしていらっしゃる」というニュアンスの関西弁で、永見によって命名。放送の開始に際しては、「せっかくの生中継だからこそ、（かねてから苦手であることを自認している『絶叫系』のリポートを除いて）どうなるか分からないことに挑戦してみたい」という原田の希望が最大限に反映されていて、放送上は本人が出演するまで中継先を伏せているほか、進行用の台本を用意せずに中継へ臨んでいる[7]。
    - 2024年4月（23日放送）分では、関西テレビ（ラジオ大阪と同じくフジサンケイグループに加盟しているテレビ単営局）本社（大阪市北区扇町）アナウンス部からの生中継を実施。関純子（アナウンス部専門部長）が原田のリポートに同行したほか、部内に居合わせていた大橋雄介（アナウンス部長）・堀田篤・竹上萌奈・谷元星奈も出演した[注 3]。
- 13:35  「自由律俳句王への道」◎
  - 自由律俳句に関心を持つ永見が、メインで進行するコーナー。「自由律俳句王」（種田山頭火）の域へ達することを目標に自作した句を詠み上げたうえで、その句の背景や作句の意図などをひとしきり語る。2023年8月22日のみ、浜田が体調不良で休演したことを受けて、「浜田!みみアツ!むねアツ!」の時間帯に放送。
  - 当初は永見が自作の句を数句詠むことを想定していたため、初回にはリスナーからの投句を正式に募集していなかった。しかし、初回の放送後から投句が相次いだことを受けて、第2回の放送からコーナーの構成を急遽変更。リスナーから寄せられた句から数首の紹介と、紹介した句に対する永見からのコメントにコーナーの大半が費やされている。このため、永見による句は、コーナーの最後に1首だけ詠まれることが多い。
  - 2023年5月15日には、「前田理容」というペンネームで自作の自由律俳句を発表している弁理士（関西地方在住）が、新たに著した自由律句集（同月にパレード出版から刊行された『少しだけおかわりと言ったのに』）のPRを兼ねて「みみだんジャーナル」と当コーナーにゲスト出演。2023年1 - 4月に当コーナーで紹介された自由律俳句を対象に、「リスナーからの俳句（全46首）と永見が詠んだ句を、投稿者のペンネームや永見の名を伏せたまま『和田理容』があらかじめ査定した結果を、作者名と合わせてベスト3方式で発表する」という特別企画を「みみだんジャーナル」で実施した。その結果、永見の句が奇しくも1位と3位を占めた。ちなみに、2023年6月6日放送分の当コーナーでは、『前田理容』が他のリスナーと同じ条件で投稿した句を初めて紹介。
  - ラジオ大阪が開局65周年の前月（2023年6月）に「おとなたちに、エールを。Re:Generation OBC」というステーションコンセプトを設定したことを受けて、同年の10月以降は「おとなたちに、エールを。『おとな応援コーナー』」に指定。これを機に、「3ヶ月の間に投稿された俳句から1句を、『前田理容』がMVPに選ぶ」という企画が始動している。ちなみに、「MVP」の句を投稿したリスナーには、「おとな応援資金」と称して現金1万円をプレゼント。
- 13:50　エンディング☆

### 過去（2022年度末時点）
11時台

- 11:00　オープニングトーク
- 11:10　「そもそものそもー」
- 11:15　「きょうのテーマ」
- 11:30　「みみだんトピックス!」

12時台

- 12:00　『テレフォン人生相談』
- 12:20　「お天気コーナー」
  - 2022年6月14日には、当番組のオープニングパートを放送中に大阪管区気象台から（ラジオ大阪の放送対象地域と重なる）近畿地方の梅雨入りが発表されたことを受けて、浜田がその旨をラジオ大阪の番組としては最も早く同パート内で伝えた。この年には同気象台での観測史上最も早く梅雨明けの兆候が確認されたことから、その旨が気象庁から発表された6月28日には、梅雨明けの一報もオープニングパートでいち早く伝えている。
  - 2022年8月には、2日放送分で和田が天気予報を急遽単独で伝えた。浜田が倦怠感を訴えながら当番組へ出演していたことを踏まえた措置で、浜田は本番後にPCR検査を受診したところ、新型コロナウイルスに感染していることが4日（木曜日）に判明した[8]。
    - ちなみに、8月2日の時点では永見にも所轄の保健所から「浜田との濃厚接触者」とみなされる可能性があったため、当日の「お天気コーナー」には永見も同席を見合わせた。しかし、本番後のPCR検査で永見にも和田にも濃厚接触が確認されなかった[8]ため、浜田が休演した9日放送分では永見が天気予報を単独で任されている。
- 12:25　「ふるさとさんぽ」
  - JTBが運営するふるさと納税のポータルサイト「ふるぽ」と連動したコーナーで、毎週1ヶ所の自治体を対象に、梶原万祐子（JTBふるさと納税ナビゲーター）がその自治体に対するふるさと納税への返礼品にまつわる情報を紹介していた[9]。
  - 2021年4月2日から2022年4月1日までは、『ぐるぐるラジオ』（和田がパーソナリティを務めていた事前収録番組で毎週金曜日未明の3:00 - 4:00に放送）に内包。当番組でも基本として放送の前に収録していたが、放送日によっては、梶原を生放送中のスタジオに迎えたうえで進行することがあった。ちなみに、カベポスターの2人は、生放送の場合に限ってこのコーナーに同席。『ぐるぐるラジオ』から2年にわたって放送されていたが、2023年3月27日の生放送で終了した。
  - 和田は生放送を休演する日にも、放送上このコーナーのみ登場するため、事前に収録したことをコーナーの放送直後に浜田が生放送で伝えていた。
- 12:35 「浜田!みみアツ!むねアツ!」
  - 第1回のみ、13:10頃から放送。以降は12時台の後半に組み込まれているが、時期によっては12:50頃から放送されることもある。また、浜田が休演した場合には、浜田の代わりに出演した人物のメインコーナーに差し替えている。
  - 2022年12月13日放送分では、カベポスターにとって初めてのM-1グランプリ決勝（同年は12月18日に開催）進出が決まったことを受けて、和田からカベポスターへのサプライズ企画として編成。過去に「みみだんジャーナル」（後述）でゲストに迎えた各界の専門家からカベポスターに寄せられたコメントや決勝に向けたアドバイスを和田が代読した。

13時台

- 13:00　「自由律俳句王への道」
  - 第1回のみ、13:20頃から放送。以降は放送時間が頻繁に変わっていて、13時の時報明け→12:50頃→13:45頃からの放送を経て、2022年の10月から2023年3月まで13時の時報に続いて放送されていた。
    - 2020年内は現役Jリーガー（ガイナーレ鳥取所属）の永島悠史（ラジオ大阪の放送対象地域である京都府出身のMF）も定期的に投句していて、永見から名指しで「宿題」を出されるまでに至っている。永島が26歳の誕生日を迎えた同年7月12日は火曜日であったため、 サッカー選手としての永島の足跡や、（カベポスターなどのお笑い芸人がパーソナリティを務める）ラジオ番組での交流を浜田が「浜田!みみアツ!むねアツ!」で13時の時報をまたぎながら紹介。
- 13:10　「みみだんジャーナル」
  - 初回のみ、12時台の後半に放送。「カベポスターについて知る」というテーマが設定されていたため、カベポスターがリスナーへの挨拶代わりに、漫才で持ちネタを披露した。また、第3回（2022年4月19日放送分）には、金子大輔（第3回気象予報士試験に合格した気象予報士）が著書のPRを兼ねて電話で出演。天気に関する和田・カベポスターからの疑問に答えていたほか、「お天気コーナー」を1人で任されている浜田に気象予報士資格の取得を勧めていた。
- 13:35 　『ビューティフル・メロディーズ〜よみがえる青春のポップス』（文化放送制作、当番組では2023年1月3日から3月14日まで火曜分を放送）
- 13:45　保険でレスキュー
- 13:50　エンディング

#### 2022年度の途中まで放送されていたコーナー
- 「みみより姿勢ウォーキング」（13:45頃 → 12:35頃、2022年4月5日 - 5月31日）　
  - 小学校5年時に首の骨が折れた影響でおよそ5年もの闘病生活を送った末に、「姿勢特化型リハビリウオーキング」を開発した川原たけまさ（一般社団法人　健康寿命世界一代表）が、中高年の健康や身体（膝・腰・姿勢など）についての話を40代の和田に語るコーナー。放送の前に収録する関係で、カベポスターは当初から2人とも出演していなかった。
  - 2022年5月17日から放送時間を12時台の後半（「ふるさとさんぽ」の直後）に変更していたが、同年6月6日以降は、出演者を変更しないまま『藤川貴央のニュースでござる』内で毎週月曜日の7:15頃から放送。
- 『氷川きよし　限界突破RADIO』（文化放送制作、13:35 - 13:42頃、2022年4月5日 - 12月27日）
  - 当番組では火曜分のみ内包していたが、パーソナリティの氷川きよし（歌手）が2022年12月31日（土曜日）限りで歌手活動を休止することを受けて、前日（12月30日）放送分で番組ごと終了。2023年1月2日（月曜日）から、『ビューティフル・メロディーズ』が放送枠とネット体制を引き継いでいた。

#### 2023年度の途中まで放送されていたコーナー
- 「コレカ開封の儀　リターンズ」（13:25頃、2023年4月4日 - 12月26日）
  - 2022年度に「みみだんジャーナル」内で随時実施していた「コレカ開封の儀」を、ミニコーナー扱いで暫定的に復活。「よしもとコレカ」（吉本興業所属の芸人の写真を使用したコレクションカード）から毎回1袋を和田が開封。1袋につき6枚のカードがランダムに封入されていることから、和田はカードを引くたびに、その種類と写っている芸人の名前を紹介していた。
  - 「コレカ開封の儀」に続いて、浜田の写真が使われたカードが出るまで、生放送中に袋を開け続けることを想定している。実際には初回の放送で浜田のカードが出てしまったものの、カードに複数のバージョンが存在することから、「浜田の（『出現率が極めて低い』とされる）ホストカードが出るまで止めません」というサブタイトルを急遽付けたうえで放送を継続していた。しかし、浜田のホストカードを引き当てるまでには至らなかったため、2023年内の最終放送をもって和田が「終了」を宣言した。
    - 和田が放送中に引いたカードについては、放送後も番組スタッフがすべて保管していた。実際には2023年5月の最終週（30日放送分）までに浜田のホストカードが出ていなかったため、翌週（6月6日放送分）の結果いかんにかかわらず、保管中のカードから「スタッフがランダムで選んだ」という20枚を活用したリスナープレゼント企画を6月13日（関西地区における2023年6月度の聴取率調査週間内で唯一の放送日）に初めて実施。「カードの写真に映っている芸人から1人でも多くのサインを、6日の本番後から13日の本番前までに直筆でもらう」というミッションを浜田と永見に10枚ずつ課したうえで、このミッションに沿ったサイン入りのカードを含めた10枚1組を、希望するリスナーから抽選で2名に（1名あたり1組）贈呈している。

#### 2024年度の途中まで放送されていたコーナー
- 「みながわ みーつけた!」（月曜日の12:10頃から『テレフォン人生相談』の直前まで）
  - 月曜日での放送開始当初に編成。豊富な雑学を生かした芸風などが災いして、周囲から嫌われがちなことを自他共に認めているみながわに匹敵するほど迷惑な人のエピソードをリスナーから募集したうえで、その一部をみながわ自身が紹介していた。

### 特別編成への対応
- 2022年5月3日（憲法記念日）には、文化放送制作の特別番組『母の詩2022～母の日によせて～』の同時ネットを11:00 - 12:00に実施した関係で、『テレフォン人生相談』を単独番組として放送した後に、当番組の短縮版を12:20 - 14:00に放送した。
- 2023年3月21日（火曜日・春分の日）には、『ラジオ大阪アニバーサリースペシャル　弁天町で30年 ～これからも、いつまでも～』（同局が本社とスタジオを大阪市北区の桜橋地区から大阪市港区の弁天町地区へ移転してから30年を迎えることを記念した生放送の特別番組）を9:00 - 16:30に編成することに伴って、以下のように対応している。
  - 『弁天町で30年』には、第1ゾーンの「朝のワイド番組30年」（9:00 - 11:00）に和田とカベポスター、第2ゾーンの「スポーツ中継30年」（11:00 - 12:00）にカベポスター、最終ゾーンの「人・街30年、これからも、いつまでも」（15:30 - 16:30）に和田が出演。また、通常は当番組に内包している『テレフォン人生相談』の火曜分を単独番組として12:00 - 12:20に編成する一方で、『ビューティフル・メロディーズ』火曜分の最終回を第3ゾーン「昼のワイド番組30年」（12:35 - 14:30）内で放送した。
  - 当番組のレギュラーコーナー（放送時点）のうち、「保険でレスキュー」については、事前に収録した音源を第1部の終盤（10:50 - 11:00）に挿入。天気予報と「ふるさとさんぽ」は、当番組と同じ時間帯（『テレフォン人生相談』と第3ゾーンの間）に放送された。ただし、カベポスターの出演が第2ゾーンまでだったため、天気予報は浜田に代わって和田が担当。

## 番組グッズ
火曜日にのみ放送されていた時期には、当番組のタイトルの由来になった「耳」の掃除などに使える特製の綿棒を、投稿したメッセージが放送中に採用されたリスナーから抽選で若干名にプレゼント。2022年度には、ラジオ大阪のクリアファイルを添えて毎週3名に贈っていた。
2023年度には、綿棒を毎週2名、「カベポも欲しがるみみだんポーチ」というグッズを1名にプレゼント。和田曰く「当番組が2022年内にラジオ大阪の局内で表彰されたばかりか、その結果として番組の予算が増えた」とのことで、「カベポ」ことカベポスターが「日常生活で使う機会の少なさ」を理由にクリアファイルのプレゼントへかねてから難色を示していることも背景に、増額分を「カベポも欲しがるみみだんポーチ」の製作に充てていた。
月曜日にも放送されるようになった2024年度からは、綿棒と「カベポも欲しがるみみだんポーチ」に代わって、「みみだん茶」を月・火曜日共通のプレゼントに採用。「みみだん茶」は玉露の茶葉を使用したティーバッグで、和田・ネイビーズアフロ・カベポスターの顔写真を用いた番組オリジナルのポスター風パッケージに封入されている。その一方で、火曜日では、「カベポも欲しがるみみだんポーチ」のプレゼントを2024年9月10日放送分で終了。